# Simone Fontecchio
Simone Fontecchio, né le 9 décembre 1995 à Pescara en Italie, est un joueur italien de basket-ball évoluant au poste d'ailier.

## Biographie

### Carrière en club

#### Virtus Bologne (2012-2016)
Il commence sa carrière professionnelle à l'âge de 17 ans avec la Virtus Bologne.

#### Olimpia Milan (2016-2019)
Durant l'été 2016, il rejoint l'Olimpia Milan.
Il est prêté au Guerino Vanoli Basket pour la saison 2017-2018.

#### Reggio Emilia (2019-2020)
Le 18 juillet 2019, il rejoint le Pallacanestro Reggiana.

#### Alba Berlin (2020-2021)
Le 7 juillet 2020, il quitte l'Italie en 2020 pour l'Alba Berlin où il joue 29 matchs d'Euroligue.

#### Saski Baskonia (2021-2022)
Le 9 juillet 2021, il signe avec le Saski Baskonia en Liga ACB et en Euroligue.

#### Jazz de l'Utah (2022-2024)
Le 27 juillet 2022, il quitte l'Europe pour découvrir la NBA et signe pour deux saisons avec le Jazz de l'Utah.

#### Pistons de Détroit (2024-2025)
Le 8 février 2024, il est échangé aux Pistons de Détroit contre Kevin Knox et un second tour de draft.

#### Heat de Miami (depuis 2025)
En juillet 2025, Fontecchio est envoyé au Heat de Miami dans le cadre du sign-and-trade de Duncan Robinson.

### Carrière en équipe nationale
Il participe aux Jeux olympiques 2020 avec l'Italie et atteint les quarts de finale en tournant à 19,3 points de moyenne.

## Palmarès
- Vainqueur de la Coupe d'Italie en 2016
- Vainqueur de la Supercoupe d'Italie en 2016, 2017 et 2018
- Élu dans le deuxième cinq majeur (All-Second Team) de la Coupe du monde 2023.

## Statistiques

### NBA
| Saison    | Équipe   | Matchs | Titul. | Min./m | % Tir | % 3pts | % LF | Rbds/m. | Pass/m. | Int/m. | Ctr/m. | Pts/m. |
| --------- | -------- | ------ | ------ | ------ | ----- | ------ | ---- | ------- | ------- | ------ | ------ | ------ |
| 2022-2023 | Utah     | 52     | 6      | 14,7   | 36,9  | 33,0   | 79,5 | 1,65    | 0,81    | 0,29   | 0,15   | 6,31   |
| 2023-2024 | Utah     | 50     | 34     | 23,2   | 45,0  | 39,1   | 80,0 | 3,52    | 1,46    | 0,60   | 0,36   | 8,90   |
| 2023-2024 | Détroit  | 16     | 9      | 30,3   | 47,9  | 42,6   | 84,6 | 4,38    | 1,75    | 0,88   | 0,31   | 15,44  |
| 2024-2025 | Détroit  | 75     | 0      | 16,5   | 40,2  | 33,5   | 83,3 | 2,90    | 0,90    | 0,40   | 0,20   | 5,90   |
| Carrière  | Carrière | 193    | 49     | 18,9   | 41,9  | 36,3   | 82,0 | 2,80    | 1,10    | 0,50   | 0,26   | 7,60   |